# Мулова жаба кавказька
Мулова жаба кавказька (Pelodytes caucasicus) — вид земноводних з роду Мулова жаба родини Мулові жаби. Інша назва «кавказька хрестовка».

## Опис
Загальна довжина досягає 5,4 см. На верхній частині тулуба і кінцівок розсіяні численні горбики висотою 0,3—1,5 мм і діаметром 0,5—1,2 мм, які часто формують гребені, короткі або довгі, переривчасті або суцільні (до 5 пар). Горбки і гребені утворені сильно розвиненими залозами, які нерідко розташовані у 2—3 шари. Вершини горбків у більш світлих особин помітні у вигляді червоних крапок. Характерні численні шлюбні мозолі, які розташовані на нижній стороні тіла: на передніх і задніх кінцівках, підборідді, грудях, череві, з боків тулуба. Ці мозолі найбільш сильно розвинені у самців, але зустрічаються і у самиць.
Зверху коричнювата: від світлого до темного тонів (особливо у шлюбний період). На тулубі помітний світлий косий хрест (звідки походить інша назва тварин). Крім світлих і темних плям, в забарвленні може бути виражений також зелений колір. Горло самців трохи пігментоване. Малюнок гребенів дуже мінливий. У період розмноження мозолі чорного кольору, в інший час від білуватого до світло-коричневого. Пальці наділені шкірястою облямівкою.

## Спосіб життя
Полюбляє широколистяні та змішані ліси різного типу на висоті до 2300 м над рівнем моря. Велике значення має густота нижнього ярусу і підліска. Для місць проживання характерна наявність чагарникового ярусу з азалії, кизилу, глоду, ожини, аличі та інших рослин. Слабкий розвиток підліска може компенсуватися густим трав'яним покровом. Живе у великих лісових масивах, мало порушених діяльністю людини, уникаючи перелісків і остепнених районів. Хоча зазвичай не мешкає ближче 5—7 км від населених пунктів.
Активна у сутінках і вночі, вдень перебуваючи в хованках під камінням і корінням дерев, опалим листям, у норах і т. д. У дощову і похмуру погоду зустрічається вдень.
Харчується комахами, іншими безхребетними, наземними молюсками, водними личинками. Пуголовки харчуються детритом; відомі випадки споживання мертвих тритонів, пуголовок, ікри, а також канібалізму.
Служить здобиччю для вужів, кутори (водної землерийки). Ікра і пуголовки поїдаються фореллю і іншими рибами, тритонами, пуголовками жаб та ропух.
Максимальна тривалість життя в природі не менше 6 років.

## Розмноження
Статева зрілість настає у віці 2 років при довжині самців і самиць більше 36 мм. Від місць розмноження видаляються на 200–300 м. Місця розмноження зосереджені у заплавах річок і струмків, в ущелинах і долинах з пологими схилами гір. Більшість нерестовищ розташоване у глибині лісу на 4—8 км від його межі. Для ікрометання вибираються водойми досить різного розміру (до 2000 м²): калюжі біля дороги або в лісі, невеликі болота, безстічні джерела, ставки, але найчастіше заплави річок і струмків. Зазвичай ікрометання відбувається на глибині до 30—40 см (але не менше 2-3 см).
Період розмноження дуже розтягнутий, починається при температурі повітря 10°С і в залежності від характеру весни і висоти місцевості може тривати з травня до вересня з піком наприкінці червня.
При паруванні самець утримує самицю посередині тулуба. Воно може тривати від декількох хвилин до 3—4 годин. Самиця відкладає від 100 до 750 ікринок діаметром 5—5,5 мм, діаметр яйцеклітини 1,4—2,1 мм. Ікра відкладається у вигляді однієї або частіше декількох порцій. Вона прикріплюється самицею до гілки так, що набуває форму циліндра довжиною близько 15 см і товщиною 9—36 мм. Відзначено також кладки на листках, каменях і на дні водойми.
Ембріональний розвиток триває 3—4 діб при температурі води 14-16°С і добу—півтори при 20-22°С. Личинки можуть завершити розвиток протягом одного сезону (близько 80 діб), але частіше залишаються на зимівлю, що пов'язано з їх повільним розвитком в холодних річках і струмках. Під час зимівлі ріст і розвиток личинок тривають, і вони проходять метаморфоз на наступне літо. Пуголовки досягають довжини до 67 мм. Для них характерна наявність 7, рідше 8 рядків зубчиків вище і нижче дзьоба. У залежності від кольору дна і освітленості водойми пуголовки здатні міняти тон свого забарвлення. Висота і довжина хвоста також залежать від умов проживання: хвіст коротший і ширший у водоймах зі стоячою водою. Смертність пуголовок може бути високою.

## Поширення
Мешкає в Краснодарському краї і на південному заході Ставропольського краю Російської Федерації, в Грузії і Північно-Західному Азербайджані, деяких районах Вірменії, а також у Туреччині на захід до гір Ешиль-Ірмак.